# Ruellia longituba
Ruellia longituba är en akantusväxtart som beskrevs av D.N. Gibson. Ruellia longituba ingår i släktet Ruellia och familjen akantusväxter. Inga underarter finns listade i Catalogue of Life.